# Adolph Friedrich von Wernich
Adolph Friedrich von Wernich (* 12. Juni 1807 in Danzig; † 7. April 1873 in Bromberg in Pommern) war ein deutscher Jurist, Landrat und Vorsitzender der Saarbrücker Eisenbahn.

## Leben
Adolph Friedrich von Wernich wurde als Sohn des Christian von Wernich (1778–1845) und dessen Ehefrau Joanna Wilkonson (1784–1855) geboren.
Er absolvierte ein Studium der Rechtswissenschaften an der Albertus-Universität Königsberg, leistete von 1827 bis 1830 das dreijährige Referendariat und wurde 1835 zum Landrat im Kreis Schubin in der preußischen Provinz Posen ernannt.
Dieses Amt hatte er bis 1849 inne.
Von 1846 bis 1848 war er Mitglied der Baukommission der Preußischen Ostbahn in Elbing.
Von 1849 bis 1853 gehörte er der Königlichen Baukommission in Bromberg an. Mit der Gründung der Königliche Direction der Ostbahn zu Bromberg Anfang November 1849 wurde er als Geheimer Regierungsrat Vorsitzender, was er bis 1853 blieb.
Von Wernich wurde in das Saarland versetzt und im August 1853 Vorsitzender der Saarbrücker Eisenbahn, die 1852 durch Erlass des preußischen Königs eingerichtet wurde. In diesem Amt blieb er bis 1863, ehe er zurück zur Königlichen Direktion der Ostbahn versetzt und dort zum „Ersten Mitglied“ ernannt wurde.
In der Preußischen Armee erreichte  er den Rang eines Leutnants.